# David Cox (Statistiker)

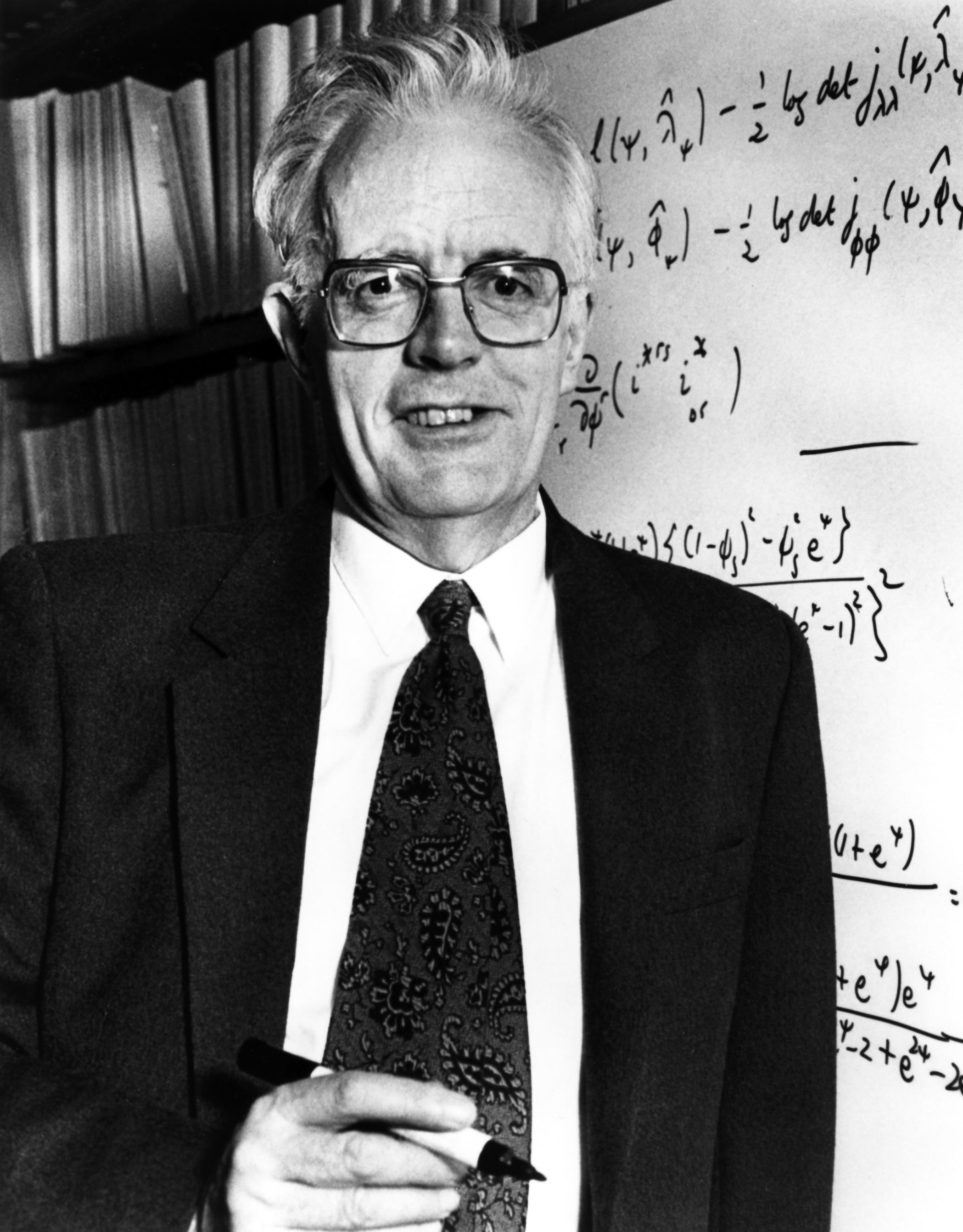
David Cox (1980)

Sir David Roxbee Cox (* 15. Juli 1924 in Birmingham; † 18. Januar 2022 in Oxford) war ein britischer Statistiker.

## Leben
Cox studierte Mathematik am St. John’s College der Universität Cambridge und erlangte 1949 seinen Ph.D. an der University of Leeds. Von 1944 bis 1946 war er beim staatlichen Forschungs- und Entwicklungsinstitut Royal Aircraft Establishment angestellt, danach bis 1950 bei der Wool Industries Research Association in Leeds.
Von 1950 bis 1955 arbeitete er als Dozent an der statistischen Fakultät der Universität von Cambridge und war von 1955 bis 1956 als Gastwissenschaftler an der Princeton University sowie der University of California, Berkeley. Anschließend war er ab 1956 als Dozent am Birkbeck College tätig, wo er 1961 zum Professor für Statistik berufen wurde. Von 1966 bis 1988 war er Professor am Imperial College London und dort von 1969 bis 1973 zudem Leiter der mathematischen Fakultät. Von 1988 bis 1994 hatte er die Leitung des Nuffield College der Universität Oxford inne.
Die größte Bekanntheit erreichte Cox mit der Entwicklung von Verfahren der Ereigniszeitanalyse, insbesondere mit dem 1972 von ihm veröffentlichten und nach ihm benannten Proportional Hazards Model (Cox-Regression). Darüber hinaus beschäftigte er sich in seinen Veröffentlichungen unter anderem mit der Warteschlangentheorie, Punktprozessen oder der Theorie experimenteller Forschungsdesigns und trug unter anderem auch zur Entwicklung der logistischen Regression sowie der multinomialen logistischen Regressionsanalyse bei. Seine Erdős-Zahl ist 2. Zudem fungierte er von 1966 bis 1991 als Herausgeber der Fachzeitschrift Biometrika.
Cox war ab 1947 mit Joyce Drummond verheiratet und hatte mit ihr vier Kinder.

## Ehrungen
Cox erhielt zahlreiche Ehrendoktorwürden und Auszeichnungen. Von der Royal Statistical Society bekam er 1961 die silberne und 1973 die goldene Guy-Medaille verliehen. 1974 wurde er in die American Academy of Arts and Sciences gewählt. Von 1979 bis 1981 war Cox Präsident der Bernoulli Society, von 1980 bis 1982 war er Präsident der Royal Statistical Society. Die Royal Society ernannte ihn 1973 zum Fellow, und Elisabeth II. schlug David Cox 1985 zum Knight Bachelor. Ab 1989 war er ordentliches Mitglied der Academia Europaea. 1990 wurde er zum Mitglied der American Philosophical Society ernannt. Zudem wurde Cox im Jahr 2000 Ehrenmitglied der Britischen Akademie, 2010 wählte ihn die Royal Society of Canada zum Mitglied. Cox war seit 1988 auswärtiges Mitglied der National Academy of Sciences.
1990 gewann Cox den Charles F. Kettering Prize der General Motors Cancer Research Foundation und die Goldmedaille der Cancer Research Gesellschaft für die Entwicklung der nach ihm benannten Cox-Regression, die sich mit der Modellierung von Überlebenszeiten beschäftigt. 1992 erhielt er gemeinsam mit Nanny Wermuth (* 1943) den Max-Planck-Forschungspreis. 2016 wurde er mit dem BBVA Foundation Frontiers of Knowledge Award ausgezeichnet.